# Бегущая по волнам (фильм, 1967)
«Бегу́щая по волна́м» (болг. «Бягаща по вълните») — совместный советско-болгарский художественный фильм режиссёра Павла Любимова по мотивам одноимённого романа писателя Александра Грина.

## Сюжет
Едущий на гастроли (и безумно от них уставший) пианист Гарвей (Сава Хашимов) выходит из вагона поезда на маленькой станции, чтобы купить сигарет. Там он узнаёт у продавщицы, что выдуманные Александром Грином города существуют на самом деле и до них легко доехать, просто сев в автобус. Пианист остаётся на перроне, бросая в отходящем поезде своего продюсера, и пешком идёт в Лисс. К утру он уже на месте. Там на берегу моря он встречает удивительную девушку — Биче Сениэль (Маргарита Терехова), в которую влюбляется с первого взгляда. Затем он знакомится с владельцем парусника «Бегущая по волнам» капитаном Гезом (Ролан Быков) и в качестве пассажира отправляется в плавание. 
Во время плавания корабль делает остановку в Дагоне и берёт на борт нескольких пассажирок. 
После ссоры с подвыпившим капитаном, оскорбившим девушку, Гарвея силой сажают в шлюпку и оставляют одного в ночном море. К задремавшему на волнах Гарвею является прекрасная девушка, похожая на Биче (хотя она и говорит ему, что она не Биче, а Фрэзи Грант), и заговаривает с ним. Девушка-видение предсказывает ему встречу с пароходиком, который его спасёт, и с девушкой по имени Дэзи. Так всё и происходит…

## В ролях
- Сава Хашимов — Томас Гарвей
- Маргарита Терехова — Биче Сениэль, Фрэзи Грант
- Ролан Быков — Гез, капитан корабля «Бегущая по волнам»
- Наталия Богунова — Дэзи
- Олег Жаков — Проктор
- Евгений Фридман — Бутлер
- Владимир Лемпорт
- Николай Силис
- Евстати Стратев — Лех
- Васил Попилиев — Тобогган
- Йордан Матев — Комиссар

## Съёмочная группа
- Автор сценария: Александр Галич
- Режиссёр: Павел Любимов
- Оператор: Стоян Злычкин
- Художники: А. Денков, Г. Панфилова

- Композитор: Ян Френкель
- Автор песен (слова, музыка и исполнение): Александр Галич
- Звукооператор: Леонард Бухов
- Государственный симфонический оркестр кинематографии
  - Дирижёр: Эмин Хачатурян